# Quentin Skinner
Quentin Skinner (født 26. november 1940) er en britisk idéhistoriker. I 1960'erne blev Skinner uddannet historker ved Cambridge Universitet. Umiddelbart herefter blev han ansat som underviser ved samme universitet, hvor han forblev ansat til 2008. I midten af 1970'erne tilbragte han dog fire vigtige år ved The Institute for Advanced Study ved Princeton University, hvor han bl.a. arbejdede side om side med Clifford Geertz, Thomas Kuhn og Richard Rorty. Skinner har gjort sig bemærket som en ekspert i Machiavelli og Thomas Hobbes, men er også berømt for at stå bag – sammen med bl.a. John Pocock – en vigtig udvikling af idéhistorisk metode kendt som Cambridge-skolen. I sit teoretiske og metodiske arbejde har Skinner især været inspireret af bl.a. J.L. Austin, Peter Laslett og R.G. Collingwood.

## Metodisk standpunkt
Skinners udgangspunkt for at udvikle sin egen metode er en kritisk holdning til to forskellige tilgange til idéhistorien: en eksternalistisk tilgang og en nærlæsningsorienteret metode. Skinners kritik af den såkaldt eksternalistiske tilgang er i overvejende grad - men ikke udelukkende - adresseret mod marxismen, der i Skinners øjne havde det med at reducere tekster til deres socioøkonomiske kontekst. I denne tilgang ansås tekster for at være udtryk af andre ikke-tekstlige forhold. For at forstå en tekst skulle man således blot klarlægge de disse forhold. Dette perspektiv betød, at forfatteren blev uinteressant, da dennes hensigter motiver blot afspejlede personens socioøkonomiske status eller placering i klassesamfundet. På denne måde blev forfatterens agens marginaliseret ud af idéhistoriens blik. Det andet offer for Skinners kritik - nærlæsningen - var i overvejende grad rettet mod den amr. idéhistoriker Arthur Lovejoys arbejde. I Skinners øjne har denne metode ikke blik for andre forhold end teksten selv. I dette perspektiv er idéhistorikerens metode blot at læse teksten igen og igen. For Skinner manglende denne metode et greb til at forbinde teksten med konteksten.
Skinner slår derfor et slag for en sproglig kontekstualisering, der går ud på at situere en given tekst i forhold til andre tekster og diskurser. Teksten er i dette perspektiv en henvendelse til og svar på disse andre tænkere, tekster eller kulturelle forestillinger. Skinner mener således, at idéer, argumenter og tekster bør blive placeret i deres oprindelige kontekst. Derfor bør idéhistorikere ifølge Skinner fokusere meget på tekstens synkrone kontekst og ikke så meget den diakrone læsning ift. hvordan en tekst fx nyartikulerer et emne som frihed, solidaritet mv. På denne måde kan man forstå teksters oprindelige formål. I dette perspektiv bliver tekster set som våben eller redskaber, der fx kan bruges til at støtte, miskreditere, eller legitimere andre tanker. Skinner ser altså tekster som størrelse, der søger påvirke verden. Og for at kunne afkode denne ambition skal man derfor først forstå den forestillingsverden, de intervenerer i. På denne måde ser Skinner tekster som værende en del af nogle specifikke samtalemiljøer.

## Det republikanske frihedsbegreb
I artiklen "A Third Concept of Liberty" fra 2002 undersøger Skinner Isaiah Berlins skelnen om negativ og positiv frihed og konkluderer, at Berlin ser bort fra et tredje begreb om frihed: det republikanske frihedsbegreb. Skinner begynder sin artikel med at analysere Gerald McCallums diskussion om frihed. Ifølge McCallum har alle begreber om frihed en fælles kerne. Dette består af et forhold i tre niveauer, der involverer en agent, forhindringer og mål, dvs. agentens frihed fra hindringer for at nå sine mål.
Skinner mener, at den debat, der føres om frihed, er en pseudodebat, da man foregiver at debattere selve begrebet, når det faktisk handler om forskellige underliggende synspunkter. Der er en vigtig forskel mellem frihed og udøvelse af frihed. Han mener, at tilhængere af begrebet positiv frihed ønsker at understrege værdien af at bruge frihed: at realisere sig selv. Således taler Skinner om et tredje, republikansk begreb om frihed. Ifølge ham var dette begreb dominerende fra den romerske periode indtil det 18. århundrede. Det antager, at frihed er fraværet af en bestemt form for dominans, nemlig andres vilkårlige dominans. At være fri er ikke at afhænge af andres goodwill. Ifølge Skinner kan en slave for eksempel teoretisk være positiv og negativ fri, men stadig "republikansk" ufrit.

## Udvalgt bibliografi
- The Foundations of Modern Political Thought: Volumes I & II (Cambridge University Press, 1978)
- Machiavelli (Oxford University Press, 1981)
- Liberty before Liberalism (Cambridge University Press, 1998)
- Visions of Politics: Volume I: Regarding Method (Cambridge University Press, 2002)